# Nederlands Instituut voor het Bank-, Verzekerings- en Effectenbedrijf
Het Nederlands Instituut voor het Bank-, Verzekerings- en Effectenbedrijf is een opleidings- en exameninstituut voor de financiële sector. Het bestaat 50 jaar en is op zijn terrein het grootste in Nederland: het bedient jaarlijks 50.000 cursisten. Het is beter bekend onder de naam NIBE-SVV.
De opleidingen zijn op HBO en MBO niveau. De cursisten werken bij een bank of verzekeringsmaatschappij. NIBE-SVV voorziet in een behoefte die het reguliere onderwijs laat liggen. De opleidingen van NIBE-SVV gaan verder dan wat op de minder branche specifieke MEAO, HEAO of Universiteit aan de orde komt. NIBE-SVV geeft les op 50 locaties in Nederland: van Alkmaar tot Zwolle. Het kennisinstituut biedt ruim 250 verschillende opleidingen, 50 examens en 60 boeken en tijdschriften. Het Instituut is onderdeel van de Salta Group.